# Behemoth the Sea Monster
Behemoth the Sea Monster (alt. ang. The Giant Behemoth) – brytyjsko-amerykański monster movie z 1959 roku w reżyserii Eugène’a Lourié’ego i Douglasa Hickoxa .

## Fabuła
Amerykański biolog morski Steve Karnes prowadzi w Londynie wykład nt. negatywnego oddziaływania skażenia radioaktywnego na środowisko. Tymczasem w Looe rybak Thomas Trevethan ginie od nagłych rozległych poparzeń. Przed śmiercią mówi o behemocie wychodzącym z wody. Po pogrzebie jego córka Jean i jej chłopak John odkrywają wyrzucone na brzeg duże ilości śniętych ryb i świetlisty obiekt. Podobnie jest w całej Kornwalii. Karnes wraz z profesorem Bickfordem z Komisji Królewskiej udaje się do Looe, gdzie jeden z rybaków mówi, że widział coś na kształt oświetlonej chmury. Widzą się z lekarzem orzekającym przyczynę zgonu Trevethana. Gdy obecny John pokazuje im poparzoną rękę od świecącego obiektu, Karnes stwierdza, że podobne rany były po testach atomowych na Pacyfiku. 
Jednak badania prowadzone nad brzegiem morza nie wykazują obecności radiacji. Karnesa intrygują słowa o behemocie i sugeruje on istnienie tajemniczego stworzenia w morzu. W Londynie prowadzone są przyczyny śnięcia ryb. Jedna z nich, pochodząca z Plymouth, jest skażona radiacją. Karnes wiąże to z tajemniczym morskim stworzeniem, które według niego zmutowało w wyniku odpadów radioaktywnych. Udaje się więc na pełne morze, gdzie przez moment dostrzega coś w wodzie. Po chwili udaje się na ekspertyzę zniszczonego parowca, gdzie utwierdza się w przekonaniu o sprawstwie „behemota”. Także Bickford potwierdza, że śnięte ryby miały w sobie komórki pochodzące od niezidentyfikowanego zwierzęcia. Royal Navy ostrzega inne nadmorskie kraje poprzez NATO.
W Essex giną farmer i jego syn w ten sam sposób co Trevethan. Wśród zniszczeń znajdują ślady stóp czegoś gigantycznego. Kurator Muzeum Historii Naturalnej – doktor paleontologii Sampson wnioskuje, że ślady pozostawił paleozaur, który przetrwał wymarcie dinozaurów i zapoczątkował tym samym legendy o morskich wężach. Podekscytowany udokumentowaniem żywego dinozaura udaje się helikopterem nad Tamizę, gdzie radary Royal Navy mają zlokalizować paleozaura. Dinozaur mający te same właściwości co węgorz elektryczny zostaje dostrzeżony, ale jest niewidoczny dla wojskowych radarów i niszczy helikopter.
Paleozaur w końcu ujawnia się w Woolwich wyłaniając się z wody i wywraca pasażerski prom przeprawowy. W Londynie zostaje ogłoszony stan wyjątkowy. Podczas posiedzenia wojsko ma problem jak zabić potwora, gdyż jego śmierć spowoduje skażenie całego miasta. Karnes sugeruje, że skoro paleozaur jest silnie radioaktywny, wkrótce umrze i można przyspieszyć ten proces poprzez wystrzelenie torpedy czystego radu. 
Wkrótce paleozaur wychodzi na brzeg siejąc strach w Londynie. Okazuje się też, że jest w stanie emitować promienie będące przyczyną poparzeń u zabitych osób. Nocą paleozaur zostaje zwabiony do Tamizy, gdzie jest okręt podwodny typu X z Karnesem na pokładzie z pociskiem. Paleozaur uszkadza łódź, ale za drugim podejściem udaje im się wystrzelić torpedę w paszczę potwora, który chwile potem umiera z bólu. Gdy Karnes i Bickford wsiadają do samochodu, aby opuścić obszar, słyszą raport radiowy o martwych rybach na wschodnich wybrzeżach Stanów Zjednoczonych.

## Obsada
- Gene Evans – Steve Karnes
- André Morell – prof. James Bickford
- Julian Somers – kadm. Summers
- Jack MacGowran – dr Sampson
- Maurice Kaufmann – oficer łodzi podwodnej
- John Turner – John
- Leigh Madison – Jean Trevethan
- Henri Vidon – Thomas Trevethan
- Leonard Sachs – naukowiec w centrum dowodzenia
- Alastair Hunt – doktor Morris
- Peter Sinclair – szyper trawlera
- Frank Sieman – farmer z Essex

## Produkcja
Gdy francusko-rosyjski reżyser Eugène Lourié wycofał się z reżyserowania The Black Scorpion (1959), producent David Diamond zaproponował reżyserię The Behemoth według scenariusza Roberta Abela i Allana Adlera. Lourié po zgodzeniu się w ciągu dziesięciu dni napisał zarys scenariusza wraz ze swym przyjacielem Douglas Jamesem, który występował pod pseudonimem Douglas Hyatt w związku z umieszczeniem jego nazwiska na czarnej liście scenarzystów. Jako, że była to koprodukcja brytyjska, dodatkowym reżyserem był Douglas Hickox, jako iż tamtejsze zasady związkowe wymusiły udział brytyjskiego reżysera. Był to drugi po Bestii z głębokości 20 000 sążni monster-movie w dorobku Lourié’a.
Sceny z aktorami zostały nakręcone w całości w Anglii, w tym w Londynie i w Kornwalii. Efekty specjalne w postaci animacji poklatkowej autorstwa Willisa O’Briena i Pete’a Petersona zostały nakręcone w studiu w Los Angeles, gdzie zostały również optycznie zintegrowane z nagranym materiałem filmowym .

## Premiera
Światowa premiera filmu odbyła się w Stanach Zjednoczonych pt. The Giant Behemoth 3 marca 1959 roku. 9 stycznia 1959 roku w Wielkiej Brytanii film początkowo dano kategorię wiekową X, gdy 4 dni później obniżono kategorię wiekową kosztem skrócenia filmu z 71 minut do 69 minut. Brytyjska premiera odbyła 28 października tego samego roku.
Wersja brytyjska została wydana potem na brytyjskiej kasecie VHS wydanej przez Simply Home Entertainment w 2008 roku, a następnie na niemieckim DVD z serii „Galerie des des Grauens“ wydanym przez Anolis Entertainment w 2010 roku.